# Schlacht von Ocotal

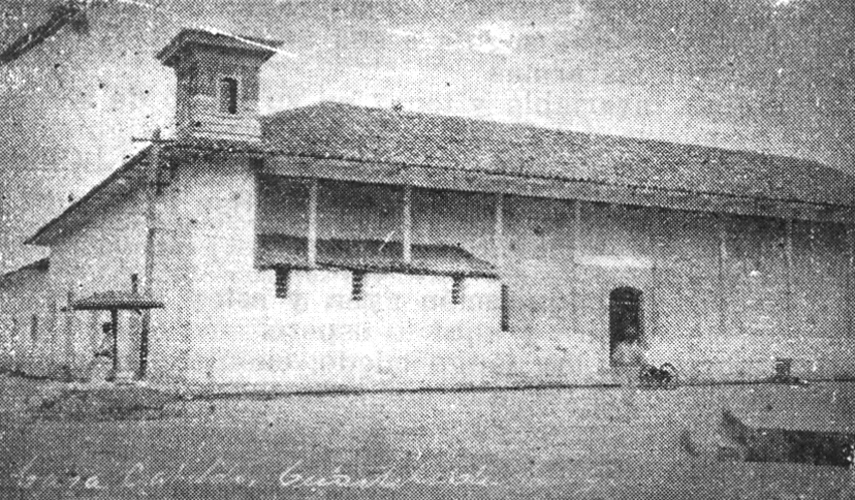
Fort Ocotal in Ocotal Nicaragua

Die Schlacht von Ocotal (Spanisch: Batalla de Ocotal, Englisch: Battle of Ocotal) fand am 16. Juli 1927 in Ocotal/Nicaragua im Kontext der US-Militärintervention in Nicaragua 1926–1933 zwischen dem Rebellenheer des aufständischen liberalen Generals Augusto César Sandino einerseits und dem US Marine Corps sowie der Guardia Nacional de Nicaragua andererseits statt. Es war eines der ersten Gefechte, bei dem zur Aufstandsbekämpfung Luftstreitkräfte eingesetzt wurden; angeblich handelte es sich um den ersten Sturzkampfbomberangriff der Luftkriegsgeschichte.

## Sandinos Angriff auf die Garnison Ocotal

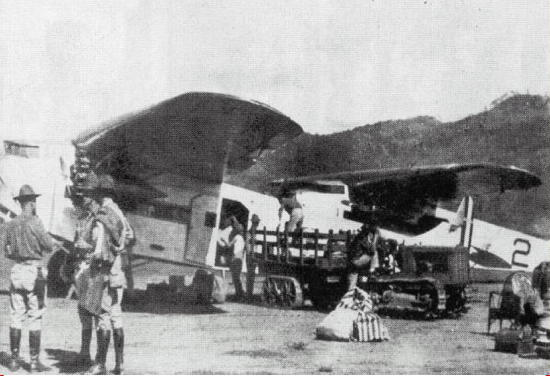
Ocotal, marines aviacion 1929

Ocotal war seinerzeit Hauptort des Departamento Nueva Segovia und besaß gut 2000 Einwohner. Im Ort befand sich eine erst kurz zuvor erheblich verstärkte Garnison aus Mitgliedern des Marinekorps und der Nationalgarde, die, jeweils gut 40 Mann stark, im Casa de Ayuntamiento und in einem Fort untergebracht waren. Beide Einheiten wurden von Hauptmann USMC Gilbert D. Hatfield befehligt, der zur Unterhaltung einer Flugverbindung mit der Hauptstadt Managua am westlichen Ende Ocotals eine Landepiste angelegt hatte.
Beim Angriff auf Ocotal handelte es sich um die erste Kampfhandlung von Sandinos Rebellenarmee gegen die Marineinfanterie und Nationalgarde. Obwohl Sandino auch über Dynamit verfügte, das er in der Mine San Alberto erbeutet hatte, war seine Truppe, die aus 60 Veteranen des letzten Bürgerkriegs und gut 300 Freiwilligen (von der Marineinfanterie als Indios bezeichnet) bestand, schlecht ausgerüstet und kaum bis gar nicht ausgebildet. Angeblich verfügte die Rebellenarmee auch über zwei bis drei Maschinengewehre, doch handelte es sich dabei vermutlich nur um Thompson-Maschinenpistolen.
Sandinos Angriff auf die Stadt begann um 01.15h des 16. Juli 1927. Der Ort selbst ließ sich leicht einnehmen, doch die Marineinfanteristen und Nationalgardisten verschanzten sich in ihren Unterkünften. Hatfields Kräfte waren gut vorbereitet, ausreichend bewaffnet und munitioniert. Drei sinnlose Frontalangriffe der Rebellen unter General Rufo Marín auf die Stellungen der Garnison scheiterten; Marín selbst und Dutzende der Angreifer fielen.
Nachdem Hatfield gegen 08.00h Verhandlungen mit Sandino abgelehnt hatte, erfolgte zwar kein neuer Sturmangriff, aber ein heftiger Schusswechsel. Um 10.00 h erschienen zwei Flugzeuge der Marineinfanterie, die sich von Managua aus auf einem Routineaufklärungsflug befanden, über der Landepiste von Ocotal. Da ihnen das verlassene Landefeld verdächtig erschien, unternahmen sie einen Rundflug und entdeckten in der Garnison von Hatfield eiligst ausgelegte Signale, aus denen die Piloten schlossen, dass die Unterkünfte von Sandinos Truppe belagert wurden. Daraufhin landete Leutnant Boyden auf dem Landefeld, während ihm sein Flügelmann, Warrant Officer Michael Wodarczyk (* 1890?; † 1957), aus der Luft Deckung gab. Boyden wurde von der Regierung gegenüber loyalen Einwohnern Ocotals über die militärische Lage informiert.

## Der Luftangriff auf Sandinos Stellungen

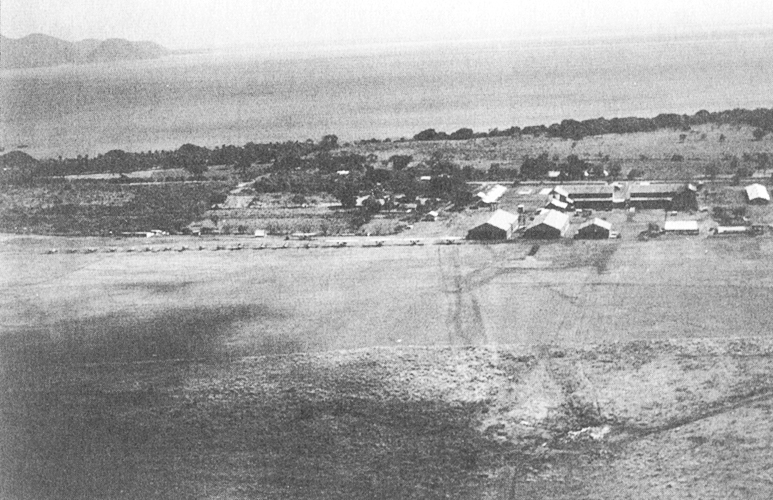
US Marines Airbase in Managua

Umgehend flogen beide Piloten nach Managua zurück. Da in absehbarer Zeit keine Bodenverstärkungen für Hatfield zu erwarten waren, entschloss sich Major USMC Ross E. Rowell (1884–1947), Kommandeur der Fliegerstreitkräfte des Marinekorps in Nicaragua, trotz äußerst schlechter Wetterbedingungen für einen sofortigen Einsatz seiner fünf Airco D.H.4-Doppeldecker. Jede Maschine wurde mit vier 25-kg-Bomben ausgerüstet und die Bordmaschinengewehre aufmunitioniert.

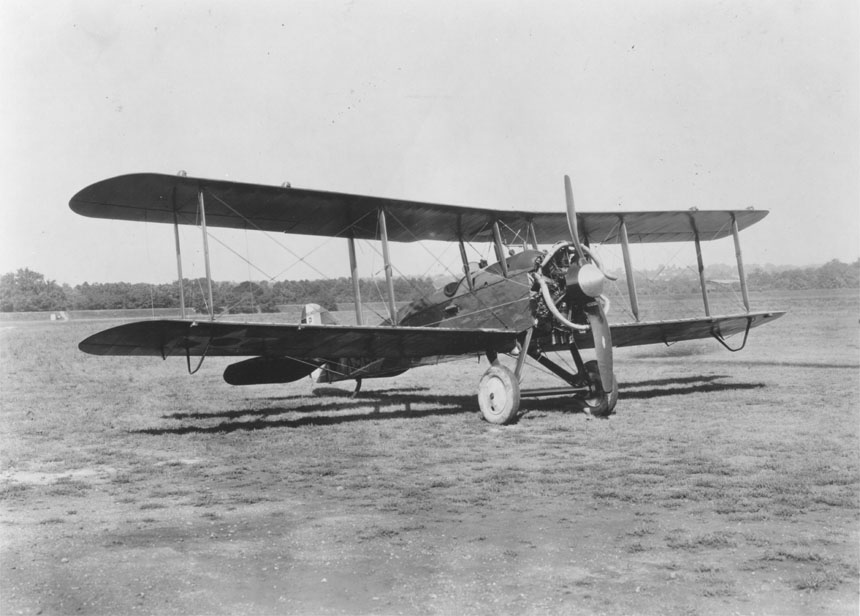
De Havilland DH-4B

Trotz schwerer Regenschauer erreichten die Doppeldecker gegen 14.00 h Ocotal und griffen in einer Flughöhe von 100 m Sandinos Stellungen an. Die Rebellen waren auf einen Luftangriff in keiner Weise vorbereitet und gerieten in Panik. Trotzdem gerieten die Bomber unter Beschuss; angeblich wies allein Major Rowells Maschine 45 Einschüsse auf.
Der Angriff führte zum sofortigen Rückzug Sandinos. Nach US-amerikanischen Angaben erlitten die Sandinisten gut 300 Mann Verluste, während das Marinekorps lediglich einen Gefallenen und die Nationalgarde vier Entführte registrierte, deren Schicksal unbekannt blieb.

## Folgen
Heute wird der Einsatz der fünf Bomber als erster Sturzkampfangriff der Fluggeschichte interpretiert:

„The timely arrival of the aircraft probably saved the Ocotal garrison, but the dive-bombing technique portended a frighteningly modern quality in the Nicaraguan war.“

Der erwartete Schockeffekt auf Sandino und seine Rebellenarmee blieb jedoch aus:

„Der Ausgang des Kampfes zeigte, daß die konventionelle Kriegführung gegen die Nordamerikaner, insbesondere der Einsatz von größeren Truppenverbänden, im offenen Kampf chancenlos war. Es bedurfte erst eines längeren Lernprozesses, um die besonderen Elemente des Guerillakrieges zu entwickeln, die dem Widerstand eine Überlebenschance gaben: die Taktik des Hinterhalts, der Überraschungsangriff mit punktueller Überlegenheit und die Beweglichkeit kleiner Verbände.“

Nach Niess wurde die Schlacht von US-Präsident Calvin Coolidge als „heroische Aktion“ bezeichnet, vom ehemaligen Gouverneur von Illinois, Edward Fitzsimmons Dunne, dagegen als „Gemetzel“, da offenbar auch Frauen und Kinder dem Bombardement zum Opfer gefallen waren.

## Film
In dem Spielfilm Sandino wurde die Schlacht von Ocotal mit großem Aufwand nachinszeniert.